# Amorphophallus purpurascens
Amorphophallus purpurascens är en kallaväxtart som beskrevs av Wilhelm Sulpiz Kurz och Joseph Dalton Hooker. Amorphophallus purpurascens ingår i släktet Amorphophallus och familjen kallaväxter. Inga underarter finns listade.